# Гайтаните
Гайтàните (Гайтани) е село в Северна България, община Габрово, област Габрово.

## География
Село Гайтаните се намира на около 4 km северозападно от центъра на областния град Габрово и 20 km югоизточно от Севлиево. Разположено е в широката долина между Черновръшкия рид на юг и югозапад и платото Стражата на север, край западния бряг на течащ на юг приток на река Лопушница. Климатът е умереноконтинентален. Надморската височина в южния край на селото е около 375 m, а в северния – около 410 m.
Общинският път през Гайтаните води на юг до село Киевци и връзка с второкласния републикански път II-44 (Севлиево – Габрово), на изток – към село Думници и на северозапад – към село Прахали.
Населението на село Гайтаните, наброявало 93 души при преброяването към 1934 г. намалява до 28 към 1985 г. и след известно нарастване през следващите години, отново намалява до 16 души (по текущата демографска статистика за населението) към 2019 г.

## История
През 1995 г. дотогавашното населено място колиби Гайтаните придобива статута на село..

## Население
Преброяване на населението през 2011 г.
Численост и дял на етническите групи според преброяването на населението през 2011 г.:
|                     | Численост | Дял (в %) |
| Общо                | 19        | 100,00    |
| Българи             | 19        | 100,00    |
| Турци               | 0         | 0,00      |
| Цигани              | 0         | 0,00      |
| Други               | 0         | 0,00      |
| Не се самоопределят | 0         | 0,000     |
| Неотговорили        | 0         | 0,00      |